# Niels Nielsen (Segler)
Niels Marius Nielsen (* 5. Oktober 1883 in Oslo; † 9. Februar 1961 in Bærum) war ein norwegischer Segler.

## Erfolge
Niels Nielsen, der beim Kongelig Norsk Seilforening (KNS) segelte, gewann 1920 in Antwerpen bei den Olympischen Spielen in der 7-Meter-Klasse die Silbermedaille. Er war Crewmitglied der Fornebo, deren übrige Crew aus Sten Abel und Christian Dick sowie Skipper Johan Faye bestand, die mit dem britischen Boot Ancora von Skipper Cyril Wright lediglich einen Konkurrenten hatte. Die Fornebo gewann die erste Wettfahrt, doch die Ancora sicherte sich jeweils den Sieg in der zweiten und dritten Wettfahrt und schloss die Regatta dadurch auf dem ersten Platz ab.